# Chris Kraus (scrittrice)
Chris Kraus (New York, 1955) è una scrittrice, sceneggiatrice, regista e produttrice statunitense.

## Biografia
Di origini neozelandesi, è nata a New York nel 1955 e ha trascorso la sua giovinezza tra il Connecticut e la Nuova Zelanda.
Si laurea alla Victoria University of Wellington in Nuova Zelanda e, tornata a New York, completa i suoi studi di recitazione con Ruth Maleczech e di teoria economica con Arthur Felderbaum.
Kraus ha realizzato film e video arte e messo in scena spettacoli e rappresentazioni in diversi città. Alla fine degli anni ’70 era membro di The Artist Project, un’impresa di servizio pubblico finanziata dalla città e compresa da pittori, poeti, scrittori, cineasti e ballerini. Il suo lavoro come artista di performance e video ha satireggiato la politica di genere della scena dominante e ha favorito i tropi letterari, fondendo tecniche teatrali con influenze Dada, critica letteraria, attivismo sociale e performance. Kraus è ebrea e affronta molti aspetti spirituali e sociali dell’ebraismo nelle sue opere. Dice che i suoi genitori hanno frequentato la chiesa cristiana e non le hanno detto che la sua famiglia fosse ebrea fino a quando non si è trasferita a Manhattan, all'età di 21 anni, forse per proteggerla dall’antisemitismo.
Esordisce nella narrativa nel 1997 con il romanzo I Love Dick, che vent'anni dopo diviene una serie TV con protagonista Kevin Bacon. Ha continuato a girare film fino alla metà degli anni ’90. A partire dal 2006 era sposata con Sylvère Lotringer, un ebreo che ha sopravvissuto all’Olocausto da bambino; hanno divorziato nel 2016. Alcune delle sue opere sono basate sul suo matrimonio e sul suo ex marito.
Insegna cinema alla European Graduate School a Saas-Fee.

## Influenze
Sebbene meglio conosciuta nel mondo dell’arte per gran parte della sua carriera, I lettori di Kraus stanno iniziando ad aumentare. È stata citata nell'opera della poetessa Ariana Reines, della scrittrice Kate Zambreno e nel opuscolo n. 1 della rivista No regrets.
In un’introduzione alla sua intervista del settembre 2013 con Kraus in The Believer, Sheila Heti ha scritto “So che c'era un tempo prima di leggere I Love Dick di Kraus (in realtà quel tempo era solo cinque anni fa), ma è difficile immaginare, alcune opere d’arte ti fanno questo. Abbattono così tante ipotesi su ciò che la forma può gestire (in questo caso, ciò che la forma del romanzo può gestire) che non c’è modo di ricreare la tua mente prima dell'incontro con queste."

## Opere

### Romanzi
- I Love Dick (1997), Vicenza, Neri Pozza, 2017 ISBN 978-88-5451-383-9
- Aliens & Anorexia (2000), Milano, O Barra O, 2011 ISBN 978-88-87510-43-0
- Torpor (2006)
- Summer of Hate (2012)

### Saggi
- Hatred of Capitalism: A Semiotext(e) Reader scritto con Sylvere Lotringer (2001)
- Video Green: Los Angeles Art and the Triumph of Nothingness (2004)
- LA Artland: Contemporary Art from Los Angeles scritto con Jan Tumlir e Jane McFadden (2005)
- Where Art Belongs (2011)
- You Must Make Your Death Public: a collection of texts and media on the work (2015)

### Biografie
- After Kathy Acker, a biography (2017)

## Filmografia parziale
Prima d’iniziare la sua carriera come scrittrice, Kraus è stata un’artista e regista, realizzando numerosi cortometraggi e video, tra cui un film, Gravity & Grace. I suoi film sono stati al centro di numerose mostre e proiezioni internazionali, a partire dal 2008 con “Plastic is leather, fuck you: film and video 1983-1993” presso la Gallerie Cinzia Friedlaender di Berlino.
- Gravity & Grace (1996) (regia, sceneggiatura e produzione)
- I Love Dick (2016) (soggetto)

## Premi
Nel 2008 Kraus ha ricevuto il Frank Jewett Mather Award per la critica d’arte della College Art Association.